# Sękowice (województwo opolskie)
Sękowice (niem. Sengwitz) – wieś w Polsce położona w województwie opolskim, w powiecie nyskim, w gminie Nysa.
W latach 1975–1998 miejscowość położona była w województwie opolskim.

## Zabytki
Do wojewódzkiego rejestru zabytków wpisana jest:
- kaplica, obecnie kościół fil. pw. św. Wniebowzięcia NMP, z poł. XIX, pocz. XX w.; znajduje się na terenie miejscowości.